# Байбарис
Байбарис — хутор в Отрадненском районе Краснодарского края. Входит в состав Передовского сельского поселения. 

## Географическое положение
Селение расположено в южной части Отрадненского района, по обоим берегам речки Бердячка (левый приток реки Уруп). 

## Население
| 2002 | 2010 |
| ---- | ---- |
| 8    | ↗9   |